# گونار آسموسن
گونار آسموسن (ایتالیایی: Gunnar Asmussen؛ زادهٔ ۱۰ مهٔ ۱۹۴۴) دوچرخه‌سوار اهل دانمارک است.
وی در مسابقات کشوری و بین‌المللی در مجموع برندهٔ ۱ مدال طلا شده‌است.